# Amy Fuller
Amy Fuller (anglès: Amy Lynn Fuller)  (Inglewood, 30 de maig de 1968 - 11 de març de 2023) fou una remadora estatunidenca que va competir durant les dècades de 1980 i 1990.
El 1992 va prendre part en els Jocs Olímpics de Barcelona, on guanyà la medalla de plata en la competició del quatre sense timoner del programa de rem. Formà equip amb Shelagh Donohoe, Cynthia Eckert i Carol Feeney. Quatre anys més tard, als Jocs d'Atlanta, fou quart en la prova del vuit amb timoner i als Jocs de Sydney del 2000, sisena novament en el vuit amb timoner. En el seu palmarès també destaquen una medalla d'or i sis de plata al Campionat del món de rem.
Un càncer de mama li provocà la mort l'11 de març de 2023, amb tan sols 54 anys.